# سیکا (نکا)
سیکاء، روستایی است از توابع بخش هزارجریب شهرستان نکا در استان مازندران ایران. 
نام این روستا از گذشته دستخوش تغییرات بوده، این روستا بخاطر شرایط جغرافیایی بین کوه‌هایی قرار گرفته به همین دلیل نام این روستا سیکو بعد به سیکان و بعد به سیکاء تغییر یافت. 
اکثر مردم این دیار سیّد هستند و در گذشته  از سوی دیگر روستاها برای بردن تبرک به این روستا می‌آمدند. 
این روستا از شمال‌شرقی با روستای مرس‌بزرگ و از غرب به روستای چورت و از شمال با روستای پجت همسایه است. 
این روستا در جوار دو امام‌زاده به نام‌های امام‌زاده ابراهیم و امام زاده یحیی قرار دارد.

## جمعیت
این روستا در دهستان استخرپشت قرار دارد و براساس سرشماری مرکز آمار ایران در سال ۱۳۸۵، جمعیت آن ۲۰۴ نفر (۴۶خانوار) بوده‌است.